# Ejegayehu Dibaba
Ejegayehu Dibaba Keneni (Bekoji, 21 marzo 1982) è un'ex mezzofondista e maratoneta etiope.
In carriera è stata medaglia d'argento nei 10000 metri piani ai Giochi olimpici di Atene 2004 e due volte bronzo mondiale ad Helsinki 2005 nei 5000 e 10000 m piani. È sorella maggiore delle più celebri Tirunesh Dibaba, campionessa olimpica e mondiale, e Genzebe Dibaba, nonché cugina di Derartu Tulu.

## Progressione

### 5000 metri piani
| Stagione | Tempo    | Luogo     | Data      | Rank. Mond. |
| -------- | -------- | --------- | --------- | ----------- |
| 2009     | 14'42"06 | Oslo      | 3-7-2009  | 11ª         |
| 2008     | 14'36"78 | Oslo      | 6-6-2008  | 7ª          |
| 2007     | 14'45"22 | Oslo      | 15-6-2007 | 10ª         |
| 2006     | 14'33"52 | Oslo      | 2-6-2006  | 3ª          |
| 2005     | 14'37"34 | Bruxelles | 26-8-2005 | 5ª          |
| 2004     | 14'32"74 | Bergen    | 11-6-2004 | 4ª          |
| 2003     | 14'41"67 | Roma      | 11-7-2003 | 6ª          |
| 2002     | 15'56"02 | Radès     | 6-8-2002  | 201ª        |
| 2001     | 15'32"31 | Yokohama  | 15-9-2001 | 93ª         |

### 10000 metri piani
| Stagione | Tempo    | Luogo       | Data      | Rank. Mond. |
| -------- | -------- | ----------- | --------- | ----------- |
| 2008     | 31'04"05 | Ostrava     | 12-6-2008 | 15ª         |
| 2007     | 31'18"97 | Barakaldo   | 14-7-2007 | 6ª          |
| 2005     | 30'18"39 | Sollentuna  | 28-6-2005 | 2ª          |
| 2004     | 30'24"98 | Atene       | 27-8-2004 | 3ª          |
| 2003     | 31'01"07 | Saint-Denis | 23-8-2003 | 10ª         |
| 2001     | 32'24"20 | Brisbane    | 7-9-2001  | 75ª         |

## Palmarès
| Anno | Manifestazione       | Sede          | Evento        | Risultato | Prestazione | Note |
| ---- | -------------------- | ------------- | ------------- | --------- | ----------- | ---- |
| 2002 | Campionati africani  | Radès         | 5000 m piani  | Bronzo    | 15'56"03    |      |
| 2003 | Mondiali di cross    | Losanna       | Corsa breve   | 9ª        | 12'59"      |      |
| 2003 | Mondiali di cross    | Losanna       | A squadre     | Argento   | 24 p.       |      |
| 2003 | Mondiali             | Saint-Denis   | 10000 m piani | 9ª        | 31'01"07    |      |
| 2003 | Giochi panafricani   | Abuja         | 10000 m piani | Oro       | 32'34"54    |      |
| 2003 | Giochi afro-asiatici | Hyderabad     | 10000 m piani | Oro       | 33'01"12    |      |
| 2004 | Mondiali di cross    | Bruxelles     | Corsa breve   | 10ª       | 13'23"      |      |
| 2004 | Mondiali di cross    | Bruxelles     | A squadre     | Oro       | 19 p.       |      |
| 2004 | Mondiali di cross    | Bruxelles     | Corsa lunga   | Argento   | 27'29"      |      |
| 2004 | Mondiali di cross    | Bruxelles     | A squadre     | Oro       | 26 p.       |      |
| 2004 | Giochi olimpici      | Atene         | 10000 m piani | Argento   | 30'24"98    |      |
| 2005 | Mondiali di cross    | Saint-Galmier | Corsa breve   | 14ª       | 13'51"      |      |
| 2005 | Mondiali             | Helsinki      | 5000 m piani  | Bronzo    | 14'42"47    |      |
| 2005 | Mondiali             | Helsinki      | 10000 m piani | Bronzo    | 30'26"00    |      |
| 2006 | Mondiali di cross    | Fukuoka       | Corsa lunga   | 14ª       | 26'37"      |      |
| 2007 | Mondiali             | Osaka         | 10000 m piani | 6ª        | 32'30"44    |      |
| 2008 | Campionati africani  | Addis Abeba   | 10000 m piani | Argento   | 32'50"36    |      |
| 2008 | Giochi olimpici      | Pechino       | 10000 m piani | 13ª       | 31'22"18    |      |

## Campionati nazionali
2003
- Bronzo ai campionati etiopi, 10000 m piani - 33'56"9

2004
- Argento ai campionati etiopi, 10000 m piani - 33'03"2

## Altre competizioni internazionali
2001
- 10ª alla Grand Prix Final ( Melbourne), 3000 m piani - 9'41"36

2003
- Bronzo al Golden Gala ( Roma), 5000 m piani - 14'41"67

2004
- Bronzo alla World Athletics Final ( Monaco), 5000 m piani - 14'59"52
- Oro al Golden Gala ( Roma), 5000 m piani - 14'37"99

2005
- Bronzo al Memorial Van Damme ( Bruxelles), 5000 m piani - 14'37"34
- 5ª al Golden Gala ( Roma), 5000 m piani - 14'38"07
- Argento al Reebok Grand Prix ( New York), 5000 m piani - 14'46"37

2006
- 4ª alla World Athletics Final ( Stoccarda), 5000 m piani - 16'07"87
- Argento ai Bislett Games ( Oslo), 5000 m piani - 14'33"52
- 7ª al Memorial Van Damme ( Bruxelles), 5000 m piani - 14'49"38
- 9ª al Golden Gala ( Roma), 5000 m piani - 15'00"11
- 8ª al Meeting de Paris ( Parigi), 5000 m piani - 15'00"19
- Bronzo al British Grand Prix ( Gateshead), 3000 m piani - 8'46"02

2007
- 4ª ai Bislett Games ( Oslo), 5000 m piani - 14'45"22
- 5ª al Meeting de Paris ( Parigi), 5000 m piani - 15'26"14

2008
- Argento al Golden Spike ( Ostrava), 10000 m piani - 31'04"05
- Bronzo ai Bislett Games ( Oslo), 5000 m piani - 14'36"78
- 6ª al Golden Gala ( Roma), 5000 m piani - 15'09"93

2009
- 8ª ai Bislett Games ( Oslo), 5000 m piani - 14'42"06

2011
- Oro alla Maratona di Chicago ( Chicago) - 2h22'09"